# Carlo Barbaroux
Carlo Barbaroux (Torino, 5 marzo 1813 – Torino, 11 aprile 1886) è stato un magistrato e politico italiano.
Figlio di Giuseppe Barbaroux, fu senatore del Regno d'Italia.